# 維利申基
維利申基（烏克蘭語：Вільшинки），是烏克蘭西部外喀爾巴阡州烏日霍羅德區图里佩梅季市镇内的村庄。距離佩列钦9.7公里，面積17.46平方公里，海拔高度603米，2001年人口561。